# 스이자와촌
스이자와촌(水沢村)은 미에현 미에군에 설치되었던 촌이다. 현재의 욧카이치시에 해당한다.